# Skilanglauf-Far-East-Cup 2006/07
Die Saison 2006/2007 des Far East Cups im Skilanglauf begann in Otoineppu, am 26. Dezember 2006. Sie endete am 9. Januar 2007 in Sapporo, insgesamt gab es sechs Rennen bei den Männern und Frauen, deren Großteil von japanischen Athleten gewonnen wurden. Es gab drei unterschiedliche Austragungsorte. Im Far East Cup, der schon in den Jahren zuvor stattfand, jedoch eher lose, gab es zum ersten Mal eine Gesamtwertung. Diese gewannen die beiden Japaner Masaaki Kōzu sowie Madoka Natsumi.
Die Tabellen zeigen die Endstände der Gesamtwertung sowie die drei besten Athleten jedes Rennens. Obwohl auch ausländische Athleten an den Wettkämpfen teilnahmen, gingen nur die Skilangläufer aus den ostasiatischen Ländern in die Wertung ein. Es dominierten die japanischen Athleten, die 15 von 18 möglichen Podiumsrängen pro Geschlecht belegten. Die drei restlichen Podestresultate erreichten die chinesischen Skilangläufer bei ihrem Heimrennen in Changchun. Der Südkoreanerin Lee Chae-won gelang es als einziger nicht-japanischer Athletin, in die Top Ten der Gesamtwertung vorzurücken.

## Männer

### Ergebnisse
| Datum             | Austragungsort | Disziplin                | Sieger          | Zweiter              | Dritter           |
| ----------------- | -------------- | ------------------------ | --------------- | -------------------- | ----------------- |
| 26. Dezember 2006 | Otoineppu      | 7,5 km klassisch         | Masaaki Kōzu    | Tadashi Yamamuro     | Katsuhiro Oyama   |
| 27. Dezember 2006 | Otoineppu      | 7,5 km Freistil          | Tomio Kanamaru  | Nobuhito Kashiwabara | Ryō Saitō         |
| 31. Dezember 2006 | Changchun      | Sprint Freistil          | Xia Wan         | Sun Qinghai          | Bian Wenyou       |
| 7. Januar 2007    | Sapporo        | 10 km klassisch          | Masaaki Kōzu    | Ryō Saitō            | Masakazu Aoki     |
| 8. Januar 2007    | Sapporo        | Sprint klassisch         | Osamu Yamagishi | Tadashi Yamamuro     | Katsuhito Ebisawa |
| 9. Januar 2007    | Sapporo        | 22,5 km Doppelverfolgung | Masaaki Kōzu    | Osamu Yamagishi      | Katsuhiro Oyama   |

### Gesamtwertung
| Rang | Name                 | Punkte | Siege |
| ---- | -------------------- | ------ | ----- |
| 01   | Masaaki Kōzu         | 400    | 3     |
| 02   | Tomio Kanamaru       | 243    | 1     |
| 02   | Tadashi Yamamuro     | 243    |       |
| 04   | Ryō Saitō            | 236    |       |
| 05   | Osamu Yamagishi      | 225    | 1     |
| 06   | Katsuhiro Oyama      | 202    |       |
| 07   | Masakazu Aoki        | 146    |       |
| 08   | Takashisa Nogami     | 108    |       |
| 09   | Kohhei Shimizu       | 106    |       |
| 10   | Nobuhito Kashiwabara | 104    |       |

| Rang | Name              | Punkte | Siege |
| ---- | ----------------- | ------ | ----- |
| 11   | Xia Wan           | 100    | 1     |
| 12   | Tomuya Tanaka     | 097    |       |
| 13   | Katsuhito Ebisawa | 092    |       |
| 14   | Mikito Tachizaki  | 084    |       |
| 15   | Shōhei Honda      | 083    |       |
| 16   | Yūichi Onda       | 082    |       |
| 16   | Yusuke Sato       | 082    |       |
| 18   | Sun Qinghai       | 080    |       |
| 19   | Hiroshi Yamada    | 077    |       |
| 20   | Nobu Naruse       | 074    |       |

## Frauen

### Ergebnisse
| Datum             | Austragungsort | Disziplin              | Sieger         | Zweiter         | Dritter         |
| ----------------- | -------------- | ---------------------- | -------------- | --------------- | --------------- |
| 26. Dezember 2006 | Otoineppu      | 5 km klassisch         | Masako Ishida  | Madoka Natsumi  | Chizuru Soneta  |
| 27. Dezember 2006 | Otoineppu      | 5 km Freistil          | Chizuru Soneta | Sumiko Ishigaki | Chie Maruyama   |
| 31. Dezember 2006 | Changchun      | Sprint Freistil        | Wang Chunli    | Man Dandan      | Hongxue Li      |
| 7. Januar 2007    | Sapporo        | 5 km klassisch         | Masako Ishida  | Madoka Natsumi  | Sumiko Yokoyama |
| 8. Januar 2007    | Sapporo        | Sprint klassisch       | Madoka Natsumi | Nobuko Fukuda   | Masako Ishida   |
| 9. Januar 2007    | Sapporo        | 10 km Doppelverfolgung | Chizuru Soneta | Nobuko Fukuda   | Sumiko Yokoyama |

### Gesamtwertung
| Rang | Name            | Punkte | Siege |
| ---- | --------------- | ------ | ----- |
| 01   | Madoka Natsumi  | 350    | 1     |
| 02   | Chizuru Soneta  | 310    | 2     |
| 03   | Masako Ishida   | 305    | 2     |
| 04   | Sumiko Yokoyama | 191    |       |
| 05   | Nobuko Fukuda   | 160    |       |
| 06   | Yumi Toyooka    | 144    |       |
| 07   | Chisa Ōbayashi  | 143    |       |
| 08   | Sumiko Ishigaki | 125    |       |
| 09   | Lee Chae-won    | 123    |       |
| 10   | Miki Kobayashi  | 117    |       |

| Rang | Name               | Punkte | Siege |
| ---- | ------------------ | ------ | ----- |
| 11   | Misaki Orui        | 113    |       |
| 12   | Chie Maruyama      | 110    |       |
| 13   | Itsuka Yahata      | 108    |       |
| 14   | Wang Chunli        | 100    | 1     |
| 15   | Asuka Shibata      | 087    |       |
| 16   | Machiko Yanagidate | 082    |       |
| 17   | Man Dandan         | 080    |       |
| 18   | Miki Maruyama      | 079    |       |
| 19   | Yuki Sekiya        | 061    |       |
| 20   | Li Hongxue         | 060    |       |